# Mary Ann’s Place
Mary Ann’s Place ist die siebte Single der dänischen Heavy-Metal-Band Volbeat. Es ist die zweite Singleauskopplung aus ihrem dritten Studioalbum Guitar Gangsters & Cadillac Blood. 

## Entstehung
Das Lied wurde vom Sänger und Gitarristen Michael Poulsen während der Tournee zum zweiten Studioalbum Rock the Rebel / Metal the Devil geschrieben. Gegen Ende der Tour spielte die Band das Lied einige Male während der Konzerte. Poulsen erklärte in einem Interview, dass seiner Meinung nach dem Lied etwas fehle und dachte über eine weibliche Stimme nach. Während einer Autofahrt legte Poulsens Freundin eine CD der Band Swan Lee ein. Die Stimme der Sängerin Pernille Rosendahl gefiel ihm sofort. Er kontaktierte sie und erhielt eine Zusage.
Das Lied wurde im März und April 2008 in den Hansen Studios in der dänischen Stadt Ribe aufgenommen. Produziert wurde das Album von Jacob Hansen. Als weiterer Gastmusiker tritt Kristian Pedersen auf, der bei dem Lied die Akustikgitarre spielte. Für das Lied wurde ein Musikvideo gedreht. Regie führte dabei Alex Diezinger.

## Hintergrund
„Mary Ann’s Place“ setzt die Geschichte der Lieder „Fire Song“, „Danny & Lucy (11pm)“ und „Mr & Mrs Ness“ der beiden Vorgängeralben fort. Protagonisten sind der 28-jährige drogensüchtige Danny und seine 16-jährige Freundin Lucy. Beide flüchten zunächst vor Lucys Eltern und kommen dann bei einem Autounfall ums Leben. Auf dem zweiten Album wird die Geschichte mit „Mr & Mrs Ness“, Lucys Eltern, fortgesetzt. Lucys Mutter starb durch Suizid. Ihr Ehemann wird mit blutverschmierten Händen und der Tatwaffe in der Hand aufgefunden und verhaftet. Beim dritten Album geht es mit „Mary Ann’s Place“ weiter. Mr Ness besucht während eines Hafturlaubs die Gräber seiner Frau und seiner Tochter.
Das Musikvideo von „Mary Ann’s Place“ zeigt die komplette Geschichte. Die Inspiration für die Darstellung holte sich die Band und Diezinger vom Film Dogville vom Regisseur Lars von Trier.

## Rezeption
Die Single stieg am 23. Januar 2009 in die dänischen Singlecharts ein und erreichte mit Platz 35 die höchste Platzierung. Insgesamt blieb die Single drei Wochen lang in der dänischen Hitparade. Außerhalb Dänemarks konnte sich die Single nicht in den Charts platzieren.